# Riserva Moac

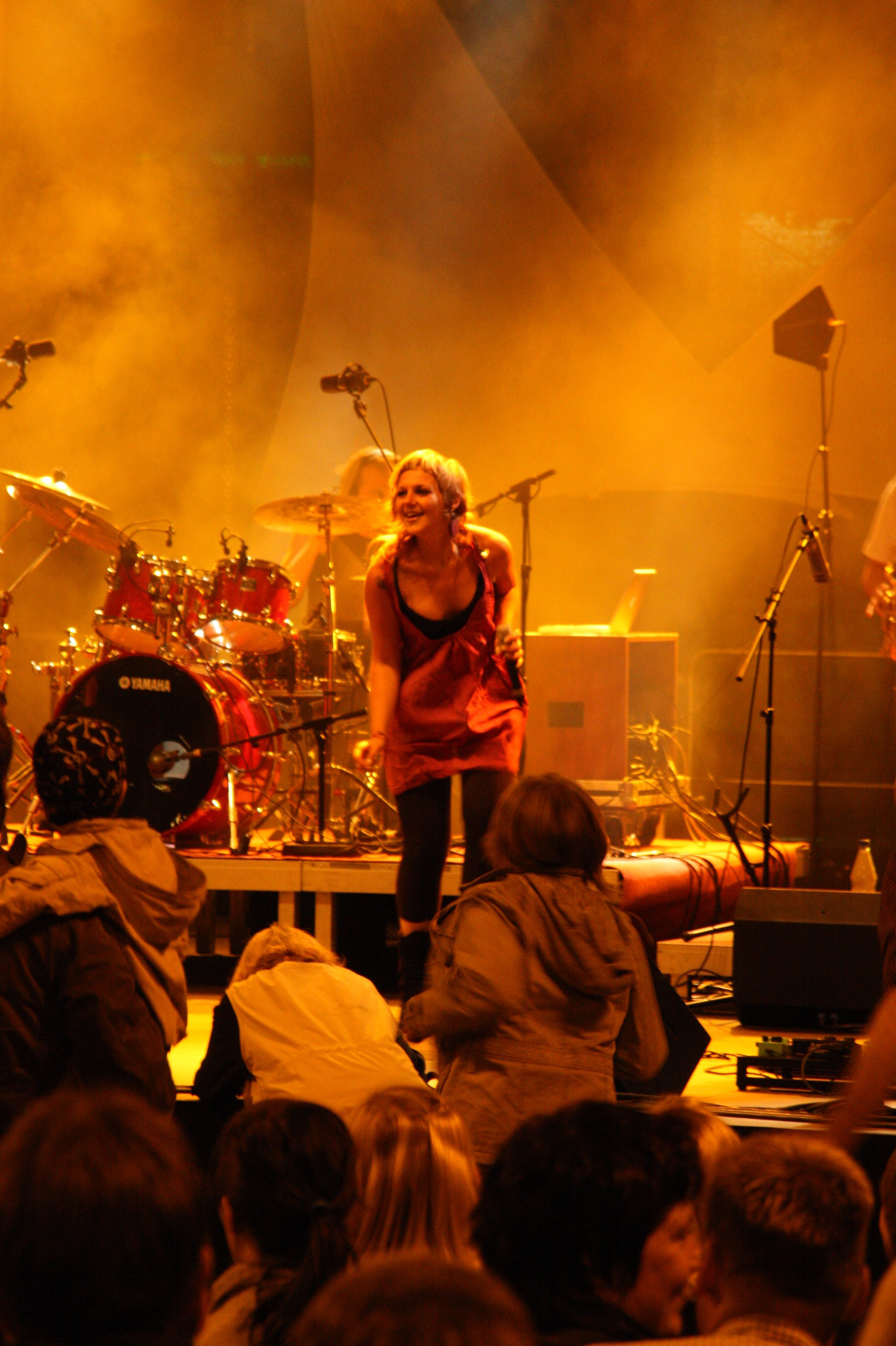
Moac Riserva 2009 live

I Riserva Moac sono un collettivo folk rock italiano fondato nel 2002 e formato da nove musicisti molisani.

## Formazione
La Riserva Moac è un collettivo musicale composto da nove musicisti nati nelle province di Campobasso e Isernia. Grazie a numerose esibizioni dal vivo nazionali ed internazionali, i Riserva Moac diventano ben presto un fenomeno emergente del circuito musicale alternativo, in effetti in più di un'occasione condivide la scena live con band e artisti noti.
(Fabrizio Russo spiega il nome del gruppo.)
Alla base di tutto c'è una scelta minimale di creare un sound basato principalmente sulla forza di strumenti acustici come: basso tuba, tromba e sassofono, fisarmonica e la sezione degli aerofoni etnici a sacco, ad ancia doppia e flauti tipici delle varie etnie mondiali, fatti letteralmente incidentare con ritmiche e strumenti provenienti da più parti del mondo e con basso, chitarra, batteria che hanno il compito di traghettarci nell'attualità e creare quelle sonorità che la realtà musicale moderna ci offre. Nel 2004 vincono il premio "Una Canzone per Amnesty" alla settima edizione del Concorso "Voci per la Libertà", ed entrano tra i sei finalisti dell'Accademia della Canzone di Sanremo.

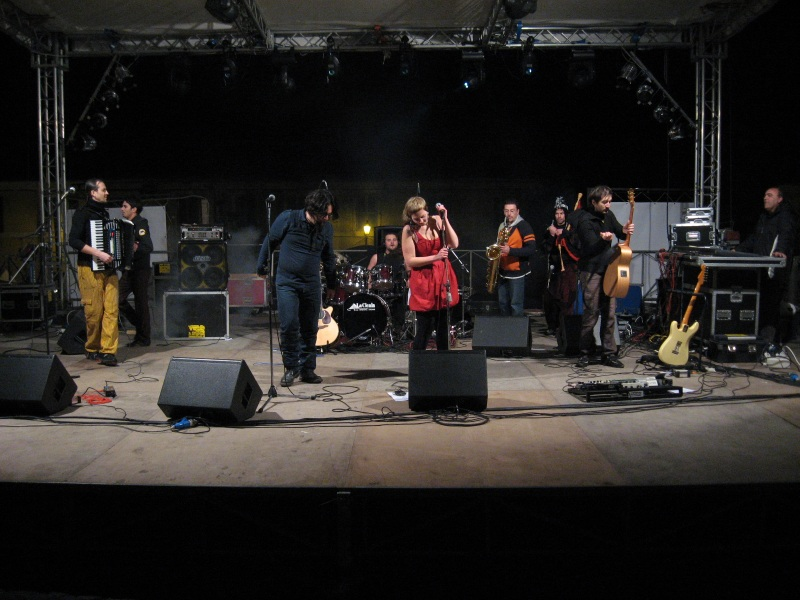
Castel Madama 2008

## Storia del gruppo

### Antefatti
Il musicista Aldo Iezza nel 2001 compone brani originali per zampogna e ciaramella, stilisticamente riconducibili al rock e al pop, con l'aggiunta di basi midi per fornire un supporto essenziale di batteria, basso elettrico e chitarra elettrica. Dopo alcune esibizioni da solista, l’intento di coinvolgere altri musicisti in questa sua esperienza lo porta a cercare la collaborazione del fisarmonicista Roberto Napoletano.

### Gli esordi (2001-2004)
La nascita della Riserva Moac parte da un'idea del musicista molisano Roberto Napoletano dove attraverso la fusione di alcuni strumenti della tradizione con il musicista Aldo Iezza, tra cui zampogne e ciaramelle, con l'elettronica e strumenti moderni, danno origine alla prima idea musicale della band. Da lì in avanti il fisarmonicista Roberto Napoletano contatterà gli altri componenti, così il batterista Oreste Sbarra e il bassista Patrizio Forte vengono inseriti nel collettivo che inizia a prendere forma. In seguito il cantante Fabrizio Russo Pachamama e la pregevole voce femminile di Mariangela Pavone Maya, conferiranno al gruppo un nuovo carattere distintivo. In ultimo il chitarrista Giovanni Nardacchione entra a far parte della band che con questa formazione pubblicherà il suo primo album.

### Bienvenido(2005-2009)
Nell'estate del 2005 viene pubblicato il primo lavoro discografico dal titolo Bienvenido, una sorta di invito ad abitare nel nuovo villaggio musicale della Riserva Moac, pubblicato sotto la Ultimo Piano Records . Il disco, dopo circa un anno dalla data di uscita, torna in doppia ristampa raggiungendo le oltre seimila copie vendute.
Parte così una lunga serie di concerti che tocca vette e momenti importanti con la partecipazione all'Arezzo Wave Love Festival, al Meeting Etichette Indipendenti di Faenza, al Mantova Musica Festival, Biennale del Mediterraneo e molti altri.
Nel 2006 vincono il concorso nazionale "Primo maggio tutto l'anno" che gli permette di aprire lo storico concerto del Primo Maggio a Piazza San Giovanni a Roma.
La forza e la dinamica live dei Riserva Moac, i cui concerti sono caratterizzati da un notevole impatto sonoro e scenico capace di un grande coinvolgimento del pubblico, si fa notare subito anche in ambito internazionale; partecipano al Festival Interceltique di Lorient (Francia) come rappresentante italiana; sempre in Francia nel 2006 la band è stata invitata nel contesto della ventesima edizione del FIMU (Festival International de Musique Universitaire), nella città di Belfort. Ma è anche oltreoceano che la Riserva Moac allarga i suoi confini con una serie di concerti negli Stati Uniti d'America, in città come Boston, New York, Springfield. Inoltre da segnalare un'importante tappa estera al prestigioso festival tedesco TFF.Rudolstadt di Rudolstadt, quale rappresentante della musica italiana.
Il gruppo partecipa ad alcuni appuntamenti televisivi, come “On The Roads” ed "Italia Che Vai", e le loro musiche vengono utilizzate come spot musicali all'interno della trasmissione Matrix su Canale 5 e su LA7.
La Riserva Moac propone un ottimo punto di incontro tra tradizione e contemporaneità, tra strumenti acustici ed effettistica ragionata, tra l'alternanza delle voci maschile e femminile. La sua voglia di arrangiamenti inusuali si unisce alla necessità ricercata di stupefare e integrare senza ghettizzazione suoni e lingue. Il risultato è un intreccio di testi impegnati, profondi ma mai banali, con una musicalità fatta di energia profusa e passione condivisa.

### La musica dei popoli(2009)
Dopo vari rinvii, nel luglio 2009, vede la luce La musica dei popoli, il secondo album della Riserva Moac. Un disco orchestrale, eterogeneo, una fusione tra zampogne e una densa sezione di fiati, fisarmoniche effettate, chitarre elettriche che si affiancano ai suoni acustici ed ai ritmi globali che da sempre contraddistinguono il gruppo.

### Babilonia(2015)
Babilonia, terzo disco uscito ad ottobre 2015, è ricco di musica senza confini, senza nazione dal Mediterraneo all`elettronica tra balkan beat e world music: tutto ciò che è suono si trasforma in musica nelle dieci tracce che anche sulla copertina vorrebbero essere disordinate per dare l`idea del marasma culturale, ma in alto nella torre spicca la traccia Jackpot e alla base Festa Social Global Underground in una totale confusione valoriale attuale. La musica potente e trascinante non copre i testi sociali e significativi, cantati con entusiasmo trasportano l`ascoltatore in giro per il mondo in una danza liberatoria. Babilonia esce con l`etichetta tedesca Galileo MC di Dinkel grazie alle numerose esibizioni della Riserva Moac in Germania e distribuito in tutta Europa proprio perché è un lavoro che ingloba qualunque Paese unendo i popoli con la musica.

### Tintilia Gran Riserva(2019)
Il quarto disco dei Riserva Moac esce il 13 maggio 2019, sotto l'etichetta svizzera Escudero records (www.escudero-records.com) e distribuito da Disques Office. Il disco vuole essere una riflessione sulle sorti del pianeta Terra e sui problemi legati ai cambiamenti climatici. Due i singoli tratti da quest'ultimo album e trasformati in video clip: Tintilia Gran Riserva e Beltane. Un altro brano, Harambee, entra in rotazione in alcune radio svizzere come RTR (Radio Svizzera Rumancha).
Nel 2023 Maya lascia la band sostituita da Eva Sabelli, nel gennaio 2025 anche Fabrizio Russo "Pachamama".

## Stile musicale
I Riserva Moac si rifanno all'immaginario di un villaggio, dove tutti sono benvenuti, e dove mescolare i suoni provenienti da ogni dove. Rielaborano in maniera originale il folk rock italiano e il Balkan beat, utilizzando strumenti acustici come la fisarmonica e soprattutto i fiati (basso tuba, tromba, sax e aerofoni etnici)  insieme alla sezione rock composta da basso, chitarra, batteria, unendo così ritmiche e strumenti da tutto il mondo, la parola d'ordine è contaminazione; dalla canzone Bienvenido en la Riserva traccia titolo del loro primo album: Ma oggi, prego, facce nuove vengan qui da ogni dove. Non c'è alcuna recinzione, tutto è contaminazione in questo villaggio. E la Riserva).
Il richiamo al dialetto, alla propria terra e alla cultura d'origine non è chiusura né ostacolo ma è il punto fermo su cui posa la punta di compasso tenendo ferma la quale, si possono compiere cerchi perfetti (Viaggie dente e fore).

## Formazione

### Formazione attuale
- Eva Sabelli - voce
- Bianca Mastromonaco - voce
- Giorgio A. Mele - voce
- Roberto Napoletano - percussioni, fisarmonica, voce
- Patrizio Forte - basso elettrico
- Fabio Castrilli - chitarra elettrica
- Graziano Carbone - batteria, programmazioni
- Antonio Scioli - basso tuba, aerofoni etnici
- Genesio D'Uva - Dj/Producer

### Ex componenti
- Fabrizio "Pacha Mama" Russo - voce
- Aldo "Zefiro" Iezza - zampogna, ciaramella, gaita, zurna, xaphoon, tin whistle;
- Oreste “Sir Amur” Sbarra - batteria
- Gianni “Kilone” Nardacchione - chitarre
- Mario Evangelista - chitarra elettrica, chitarra acustica, mandolino, dobro, banjo
- Alessio Lalli - tromba e flicorno soprano
- Vladimiro D'Amico - sax alto, tenore e baritono
- Mariangela Pavone “Maya”- voce

## Discografia

### Album in studio
- 2005 - Bienvenido (Ultimo Piano Records)
- 2009 - La musica dei popoli
- 2015 - Babilonia
- 2019 - Tintilia Gran Riserva

### Apparizioni in compilation
- Musicultura (2008)
- Primo Maggio Tutto l'Anno (2007)
- Laratro (2007)
- Meiduemilasei (2006)
- Primo Maggio Tutto l'Anno (2006)
- Tribu Italiche (2006)
- GE2001 (2005)
- Mantova Musica Festival (2005)
- Cous Cous Fest (2005)
- Primo Maggio Tutto l'Anno (2005)
- Voci per la Libertà (2005)
- Sulla Memoria (2004)
- Arezzo Wave (2003)
- Trimi's Festival (2003)

## Partecipazioni
- Festival di Rudolstadt (Germania)
- FIMU Festival International de Musique – Belfort (Francia)
- Festival di Boston - Boston (USA)
- Festival Interceltique De Lorient – Lorient (Francia)
- Concerto Primo Maggio piazza San Giovanni Roma
- Mantova Musica Festival - Mantova
- Arezzo Wave Love Festival - Arezzo
- Biennale Giovani artisti dell'Europa e del Mediterraneo – Napoli
- Festival di Vascon (Treviso)
- Cous Cous Festival - San Vito Lo Capo (Trapani)
- Folkontest - Casale Monferrato (Alessandria)
- Ariano Folk Festival - Ariano Irpino (Avellino)
- Maggio Sermonetano (Sermoneta, Latina)
- M.E.I. (Meeting Etichette Indipendenti) 2004 e 2005 – Faenza (Ravenna)
- Laratro Folk Festival – Bologna e Roma
- Tour della Fiamma Olimpica di Torino 2006 – L'Aquila e Pescara
- Premio Amnesty International - Villadose (Rovigo)
- Roxy Bar - Bologna
- Solopaca Folk Festival - Solopaca (Benevento)
- I Tim Tour 2005 - Lecce
- Matese Friend Festival - Colle d'Anchise (Campobasso)
- Festival della Solidarietà - Roseto degli Abruzzi (Teramo)
- Radici Festival – Viggianello (Potenza)
- Winter Festival - Vallesaccarda (Avellino)
- Diso Folk Festival – Diso (Lecce)
- Etnikò' Folk Festival – Dragoni (Caserta)
- A13 Sud Festival - Caianello (Caserta)
- Rock Tv – Milano
- Festival Internazionale di Scapoli – Scapoli (Isernia)
- Festival Internazionale di Summonte – Summonte (Avellino)
- Festival Etnico Mediterraneo - Roma
- Sangro Festival - Sant'Eusanio del Sangro (Chieti)
- Maggio Sermonetano 2008
- Polka Beats (Cottbus De) - Maggio 2015
- Fête des Couleurs Aigle (Svizzera) 2019